# Unkana kushiana
Unkana kushiana är en insektsart som beskrevs av Matsumura 1935. Unkana kushiana ingår i släktet Unkana och familjen sporrstritar. Inga underarter finns listade i Catalogue of Life.